# Joshua Dufek
Joshua "Josh" Dufek (Londen, Verenigd Koninkrijk, 13 december 2004) is een Oostenrijks-Zwitsers autocoureur.

## Carrière

### Karting
Dufek begon zijn autosportcarrière in het karting op zevenjarige leeftijd. In 2013 behaalde hij de titel in de Mini-klasse van het Zwitserse kartkampioenschap. Vanaf 2015 nam hij ook deel aan diverse wereld- en Europese kampioenschappen. In 2019 werd hij opgenomen in het Sauber Junior Team, het opleidingsprogramma van het Formule 1-team van Sauber, maar na een jaar verliet hij dit programma weer.

### Formule 4
In 2020 maakte Dufek de overstap naar het formuleracing en debuteerde hij in het Spaans Formule 4-kampioenschap bij MP Motorsport. In het eerste weekend op het Circuito de Navarra behaalde hij zijn eerste podiumfinish en in de rest van het jaar stond hij nog zeven keer op het podium: tweemaal op het Circuito Permanente de Jerez, het Circuit Ricardo Tormo Valencia en het Circuito Permanente del Jarama en eenmaal op het Motorland Aragón. Met 187 punten werd hij achter Kas Haverkort, Mari Boya en Thomas ten Brinke vierde in het klassement.
In 2021 reed Dufek een dubbel programma in zowel het ADAC- als het Italiaans Formule 4-kampioenschap bij Van Amersfoort Racing. In het Italiaans kampioenschap behaalde hij een zege op het Circuit Mugello en stond daarnaast nog vier keer op het podium op Mugello, het Autodromo Vallelunga, het Autodromo Internazionale Enzo e Dino Ferrari en de Red Bull Ring. Met 154 punten werd hij zevende in het klassement. In het ADAC-kampioenschap behaalde hij vier podiumfinishes: twee op de Nürburgring en een op zowel het Circuit Zandvoort als de Hockenheimring Baden-Württemberg. Met 127 punten werd hij ook hier zevende in het klassement.

### Formula Regional
In 2022 begon Dufek het seizoen in het Formula Regional Asian Championship bij Hitech Grand Prix, waar hij de eerste drie raceweekenden reed. Zijn beste resultaat was hierin een zesde plaats in het eerste weekend op het Yas Marina Circuit. Vervolgens stapte hij over naar het Formula Regional European Championship (FREC), waar hij zijn samenwerking met Van Amersfoort voortzette. Hij kende een moeilijke start van het jaar, maar in de tweede seizoenshelft eindigde hij in op een na alle races in de top 10. Hij behaalde twee podiumfinishes op de Red Bull Ring en een op Mugello. Met 79 punten werd hij negende in de eindstand, slechts vier punten en een positie achter Leonardo Fornaroli, de beste rookie.
In 2023 nam Dufek deel aan het Formula Regional Middle East Championship bij PHM Racing. Hij behaalde twee podiumplaatsen op het Kuwait Motor Town en het Dubai Autodrome en werd met 105 punten zesde in het klassement. Hierna keerde hij terug naar het FREC bij Van Amersfoort. In de tweede race op de Hungaroring startte hij vanaf pole position en behaalde hij zijn beste resultaat van het seizoen met een vierde plaats. Na het zesde weekend op het Circuit Paul Ricard verliet hij echter de klasse.

### Formule 3
In 2023 debuteerde Dufek in het FIA Formule 3-kampioenschap voor het team Campos Racing, waar hij in de seizoensfinale op het Autodromo Nazionale Monza uitkwam als vervanger van Hugh Barter. Hij eindigde beide races als veertiende.
In 2024 reed Dufek een volledig seizoen in de FIA Formule 3 bij PHM AIX Racing. Hij behaalde zijn eerste en enige punt in de seizoensfinale op Monza met een tiende plaats in de hoofdrace, waardoor hij op plaats 28 in het klassement eindigde.
In 2025 blijft Dufek actief in de FIA Formule 3, maar stapt hij over naar Hitech TGR.

### Euroformula Open
In de tweede helft van 2023 reed Dufek in drie raceweekenden van de Euroformula Open voor het CryptoTower Racing Team. In acht races stond hij zeven keer op het podium en won hij een race op Monza. Met 138 punten werd hij zevende in het kampioenschap.